# ザ・プライス・オブ・シュガー
『ザ・プライス・オブ・シュガー』（原題：The Price of Sugar）は、2007年に制作されたドキュメンタリー映画。ビル・ヘイニー監督。原題の意味は『砂糖の値段』。
ドミニカ共和国のビシニ家の砂糖農園で不法移民として監禁されながら働き搾取されるハイチ人とそれを支援する神父クリストファー・ハートリーを追う。またハートリーに対するドミニカ人の敵意も映し出した。

## 反響
この作品は2007年のサウスバイサウスウェスト (South by Southwest) 映画祭の観客賞を受賞した。ビシニ家は米法律事務所パットン・ボグス (Patton Boggs) に依頼して上映差し止めを図った。